# Jakob Scheuber
Jakob Scheuber (auch Jacob Scheuber) (* 2. Oktober 1864 in Ennetmoos; † 21. Februar 1949 ebenda) war ein Schweizer Politiker. Von 1919 bis 1922 gehörte er als Vertreter der Liberalen dem Regierungsrat des Kantons Nidwalden an.

## Leben
Jakob Scheuber wurde als Sohn des Gipsfabrikanten Josef Maria Scheuber und der Franziska Barmettler geboren. Nach der Schule arbeitete er als Landwirt und Senn. 
Auf Gemeindestufe stieg Jakob Scheuber 1896 durch seine Wahl in den Gemeinderat von Ennetmoos ein. Dieses Amt gab er nach Ende der sechsjährigen Wahlperiode wieder ab. Er wurde 1902 stellvertretender Friedensrichter seiner Gemeinde.  
Auf kantonaler Ebene begann seine politische Laufbahn im Jahr 1896, als Jakob Scheuber für eine sechsjährige Wahlperiode als Ratsherr im Landrat einzog und Mitglied der Landsteuerkommission wurde. Im Jahr 1902 wurde er Mitglied der Militärsteuerkommission. Scheuber übte dieses Amt bis 1919 aus. Das Volk wählte ihn an der Landsgemeinde 1919 in den Regierungsrat. Ausserdem wurde Jakob Scheuber 1919 Mitglied der Kantonalen Steuerkommission und der Landwirtschafts- und Forstkommission.
Jakob Scheuber heiratete am 2. November 1895 in Stans Christina von Holzen. Aus dieser Ehe stammen neun Kinder (fünf Söhne und vier Töchter). Ein Sohn wanderte nach Modesto in Kalifornien aus.

## Quelle
- Neues Stammbuch. Band XI, Scheuber II, 46 (26), Seite 38.